# ヒシムネカレハカマキリ
ヒシムネカレハカマキリ（学名：Deroplatys lobata）は、カマキリ目カマキリ科の昆虫。
マレーシアに生息している。枯葉のような姿をしており、メスは卵がかえるまで大切に守る。和名の由来は胸がひし形をしているため。

## 画像

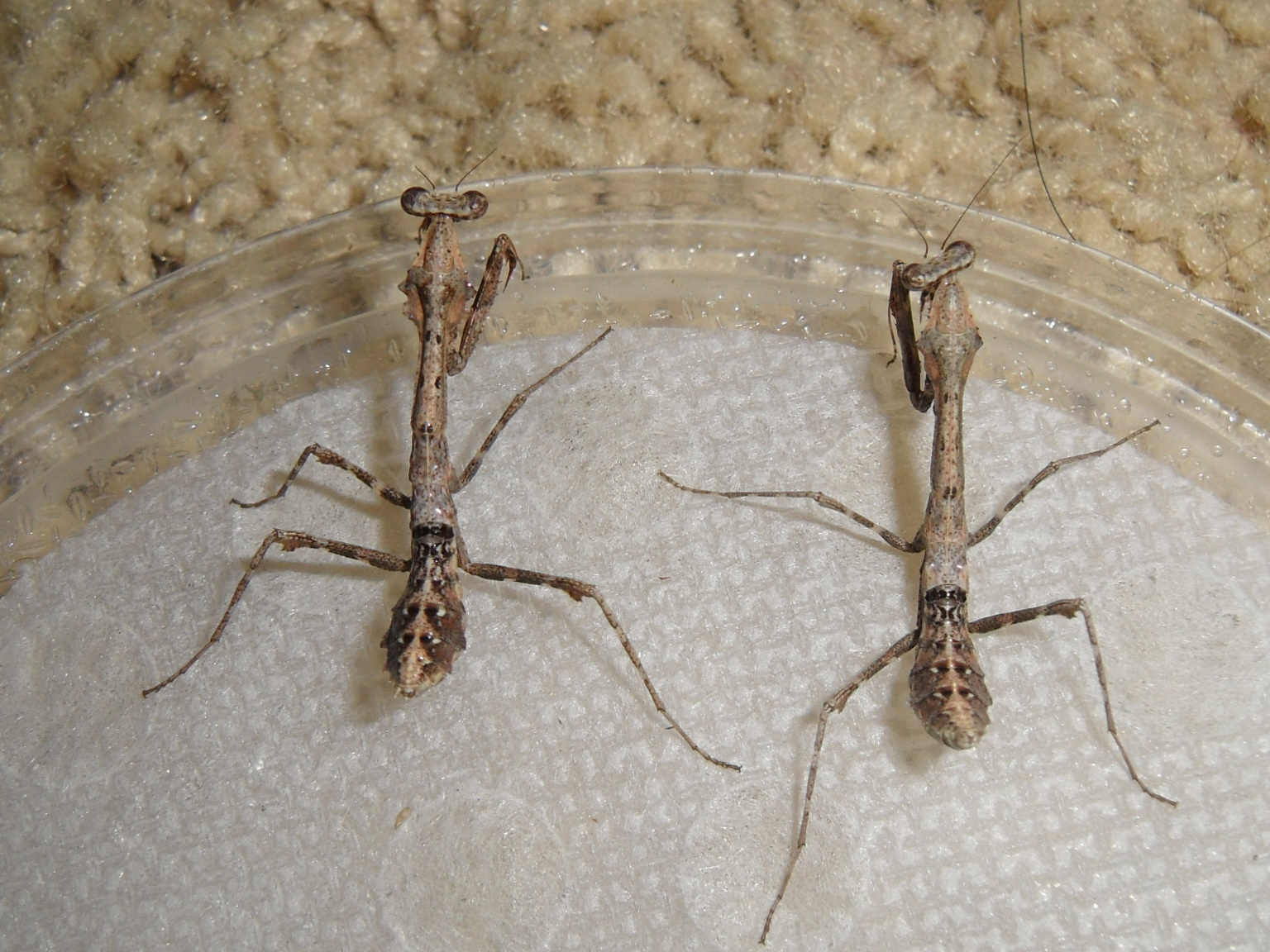
4齢幼虫（メス左、オス右）。この成長段階では通常、メスはオスよりわずかに大きい
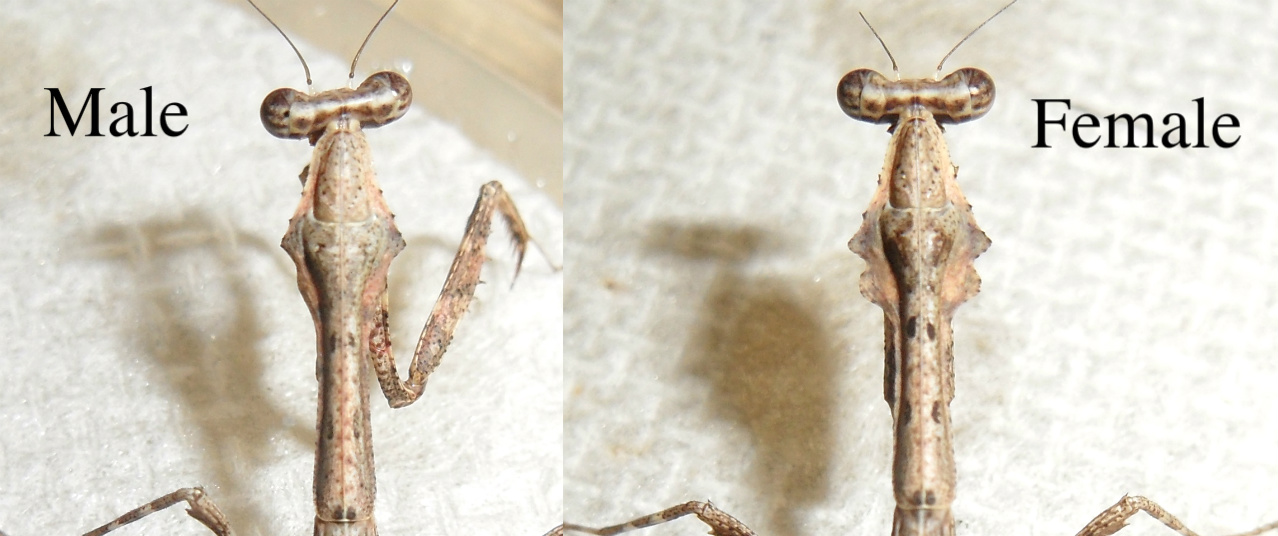
4齢幼虫（オス左、メス右）の胸部の違い
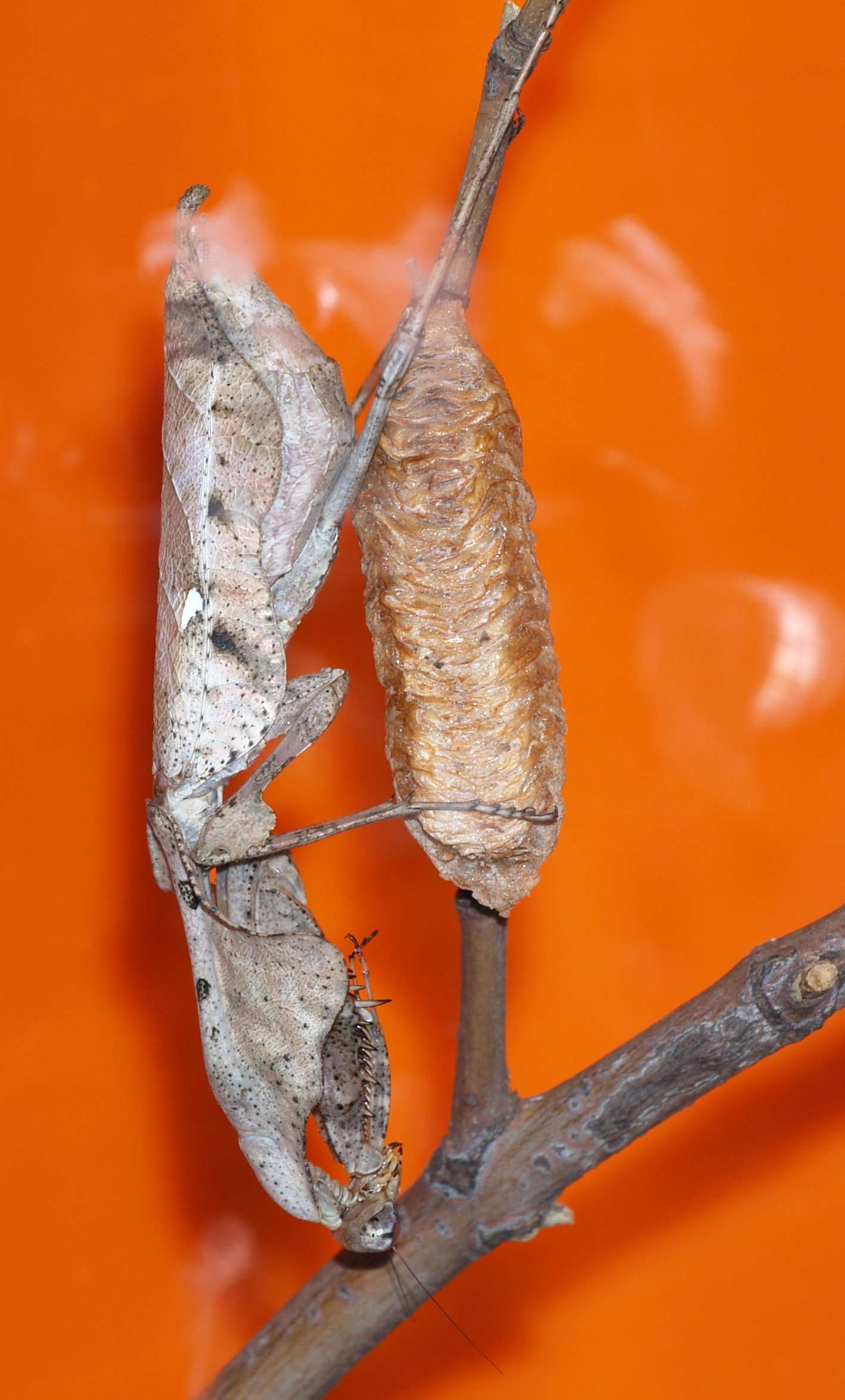
卵嚢を守る成熟したメス
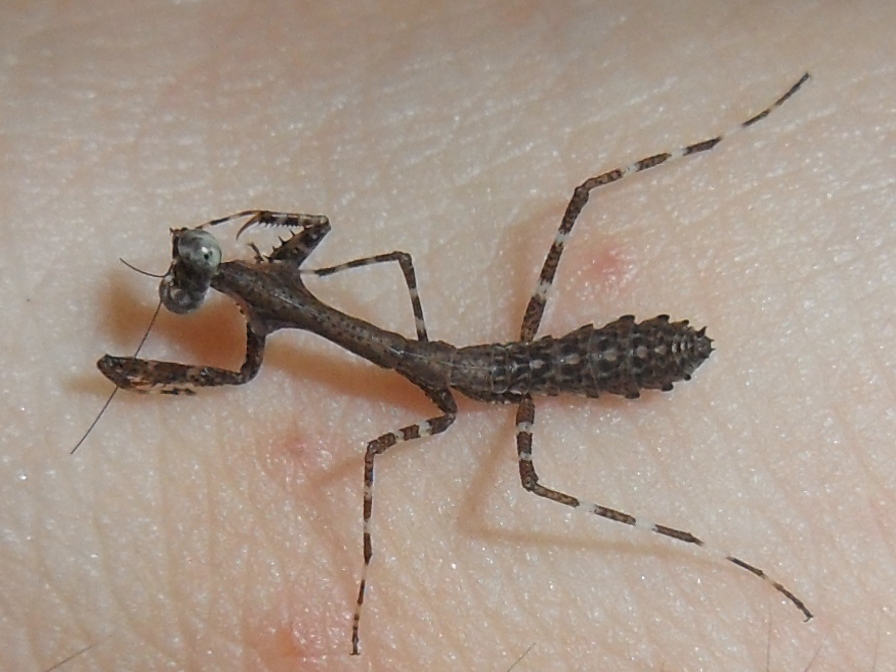
1齢幼虫
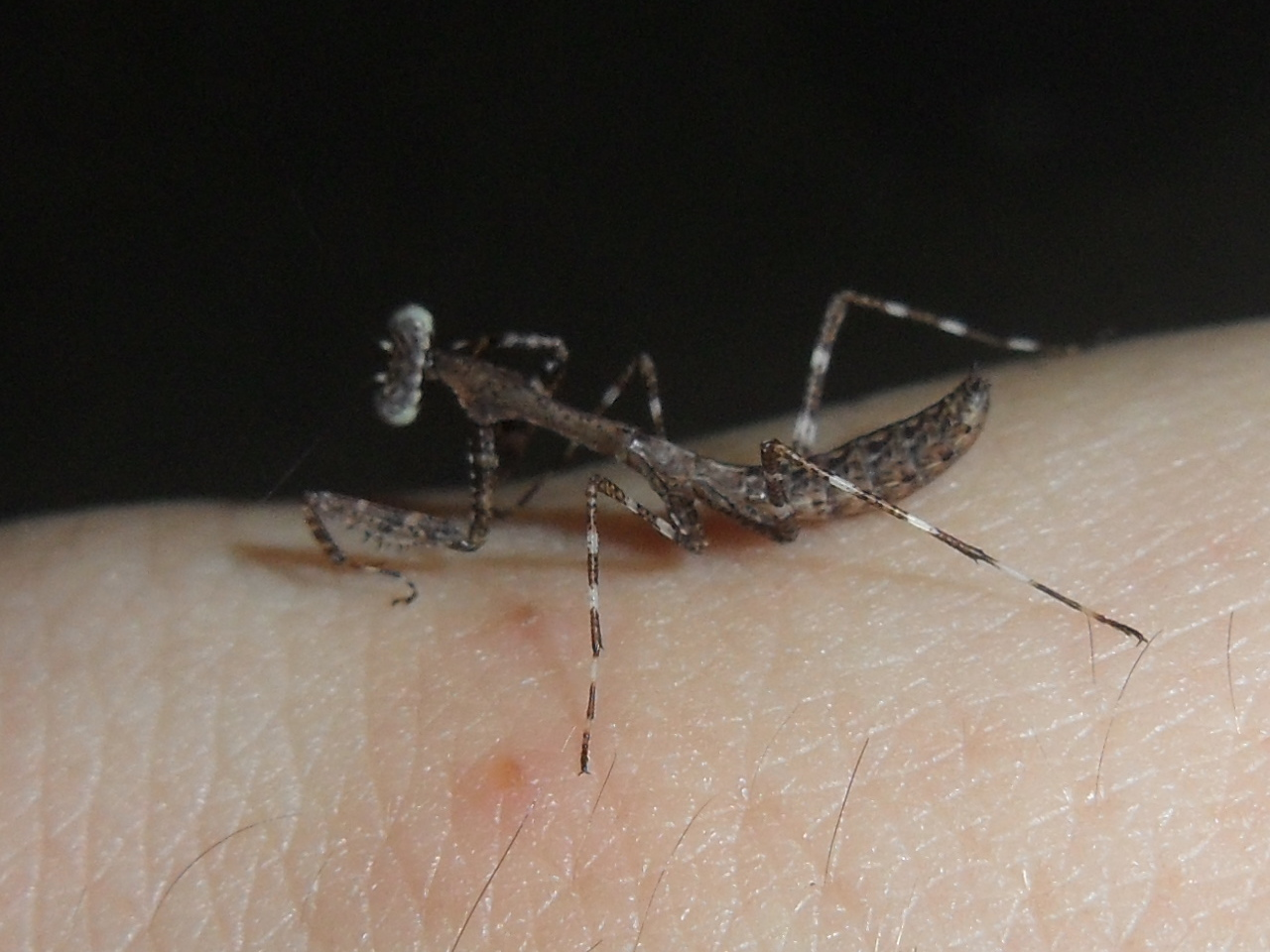
1齢幼虫
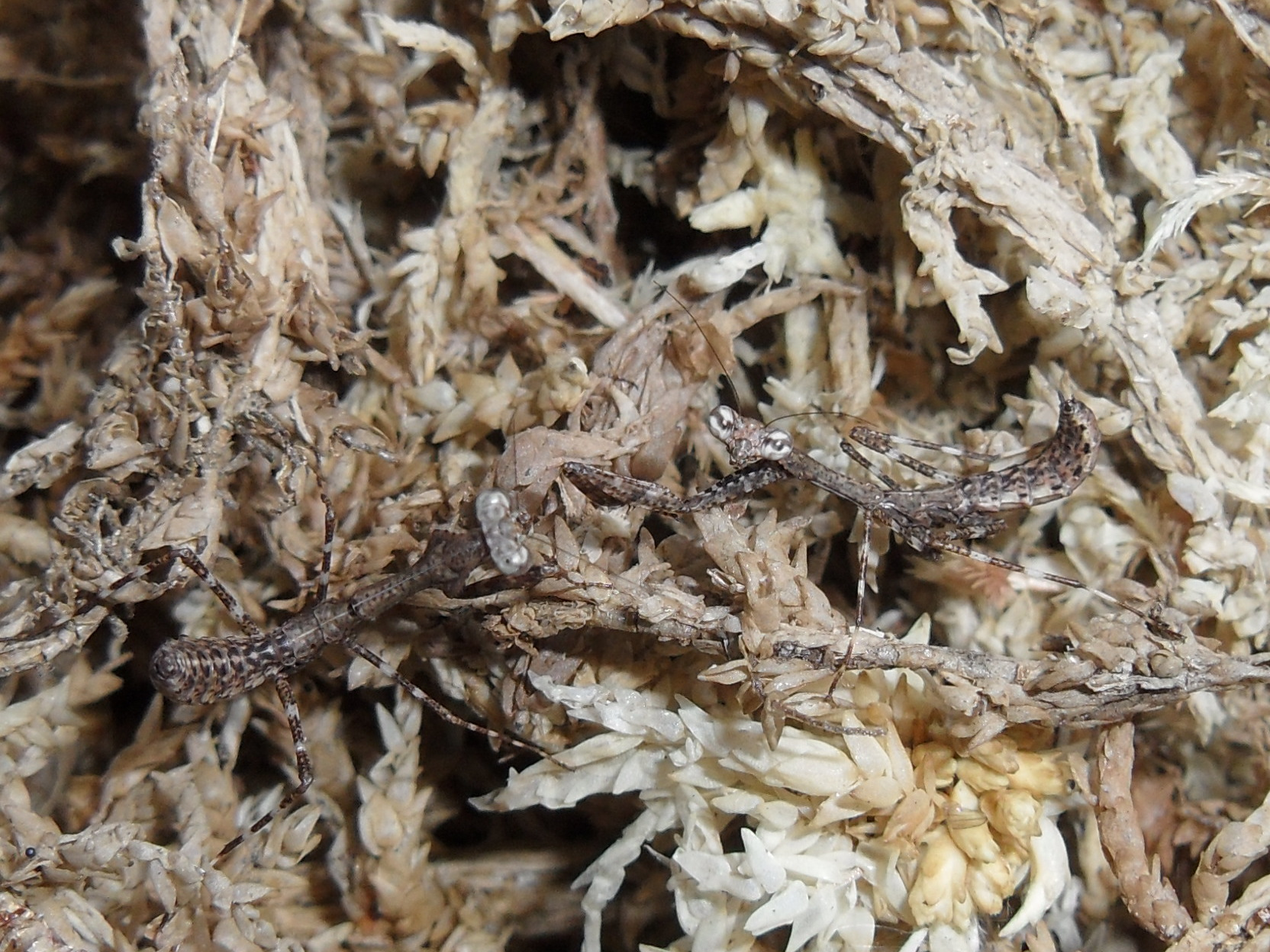
2匹の1齢幼虫
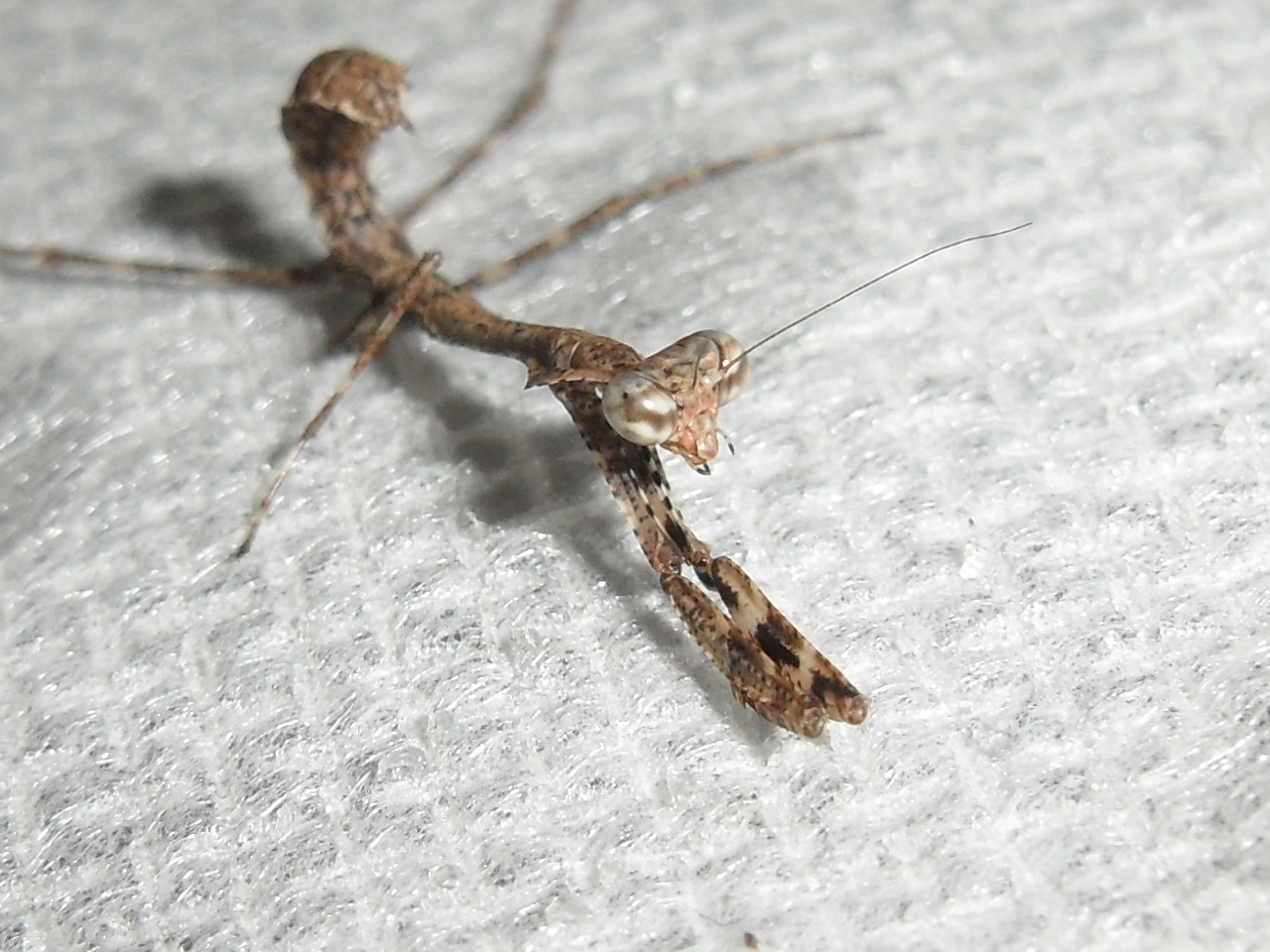
2齢幼虫
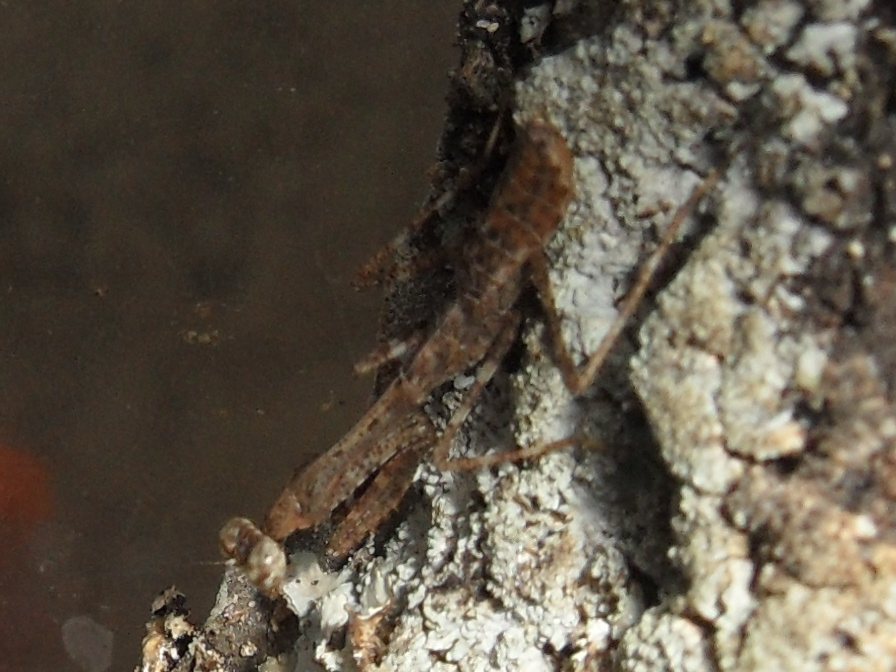
2齢幼虫
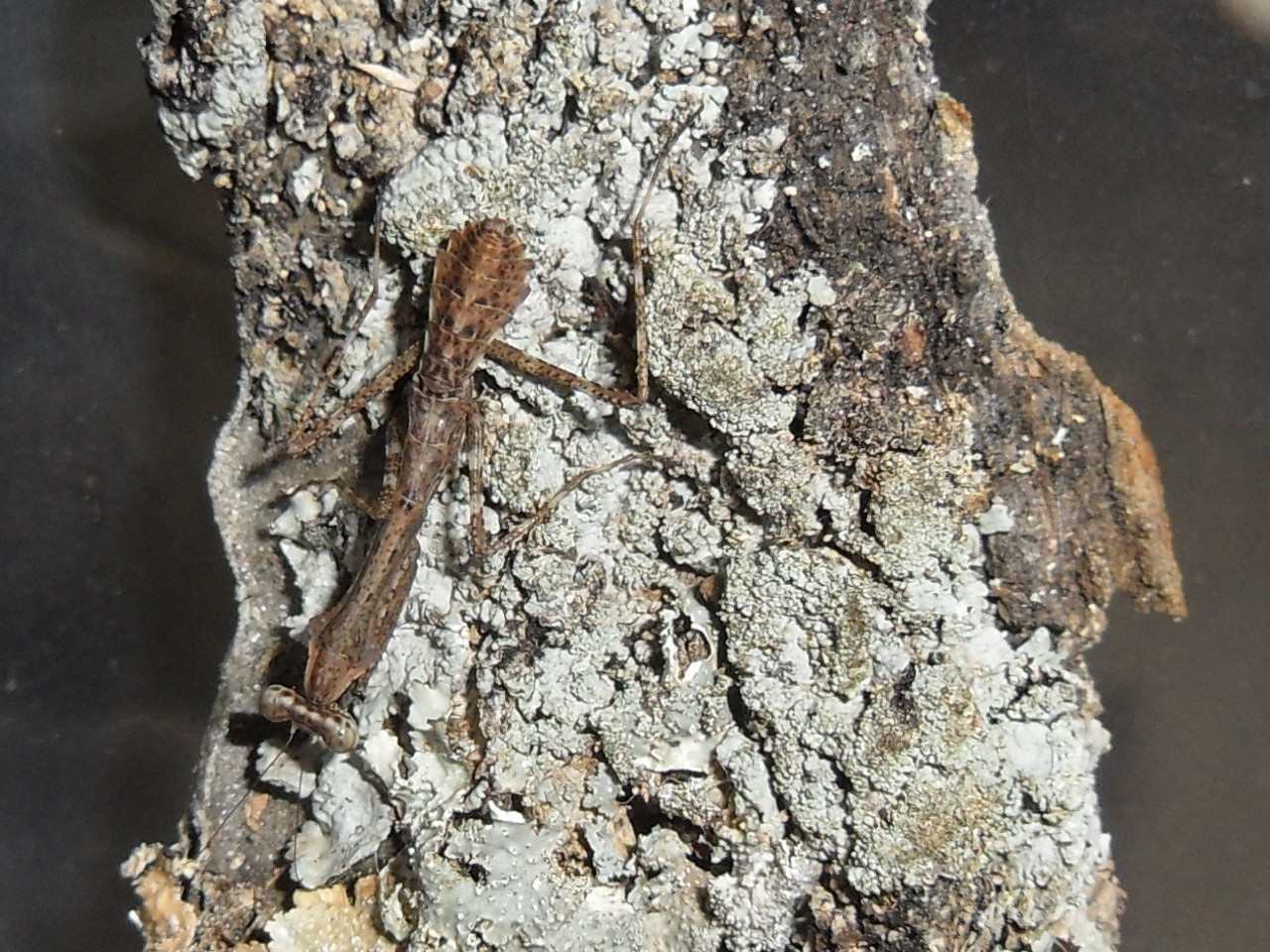
2齢幼虫
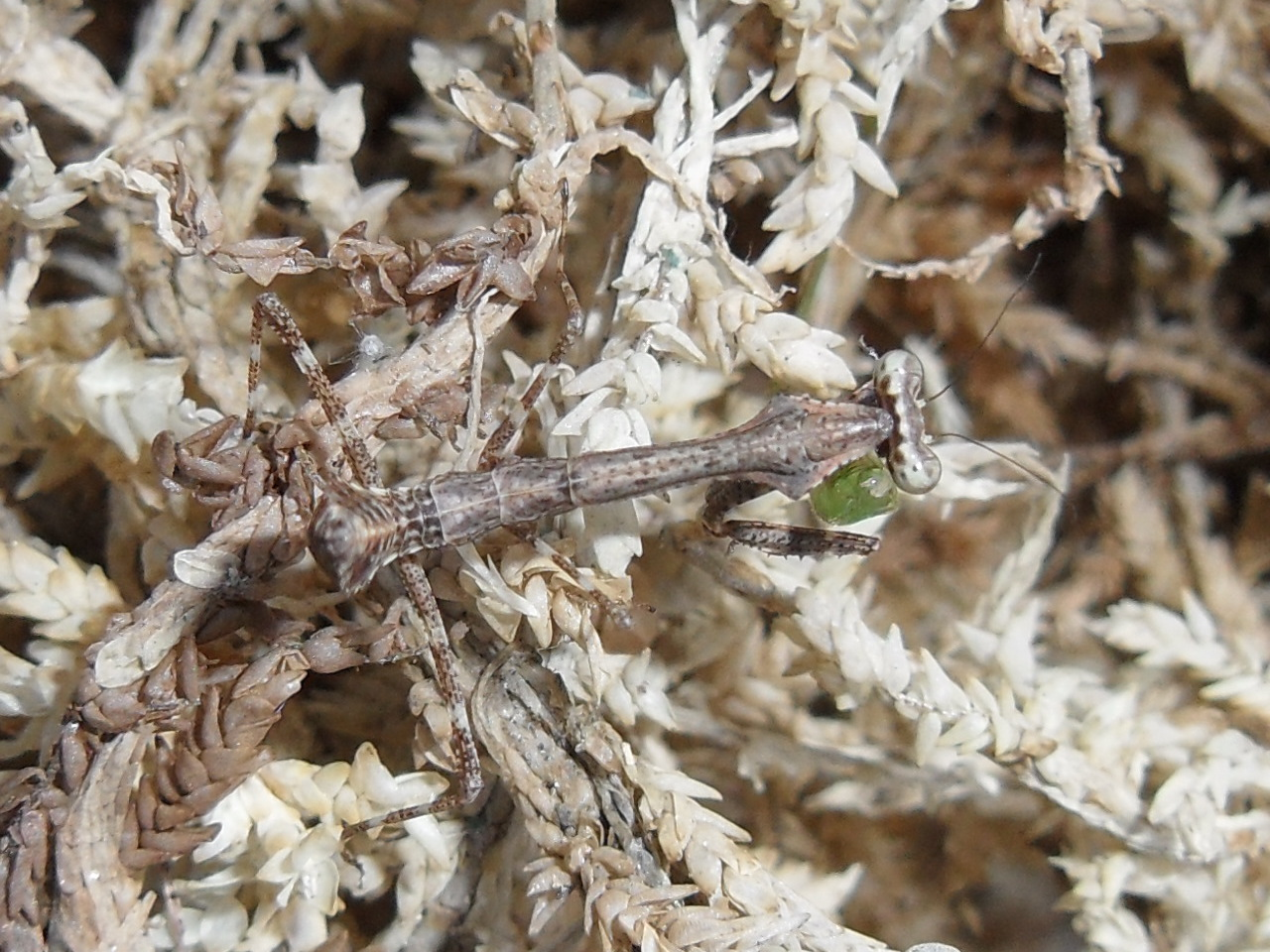
2齢幼虫
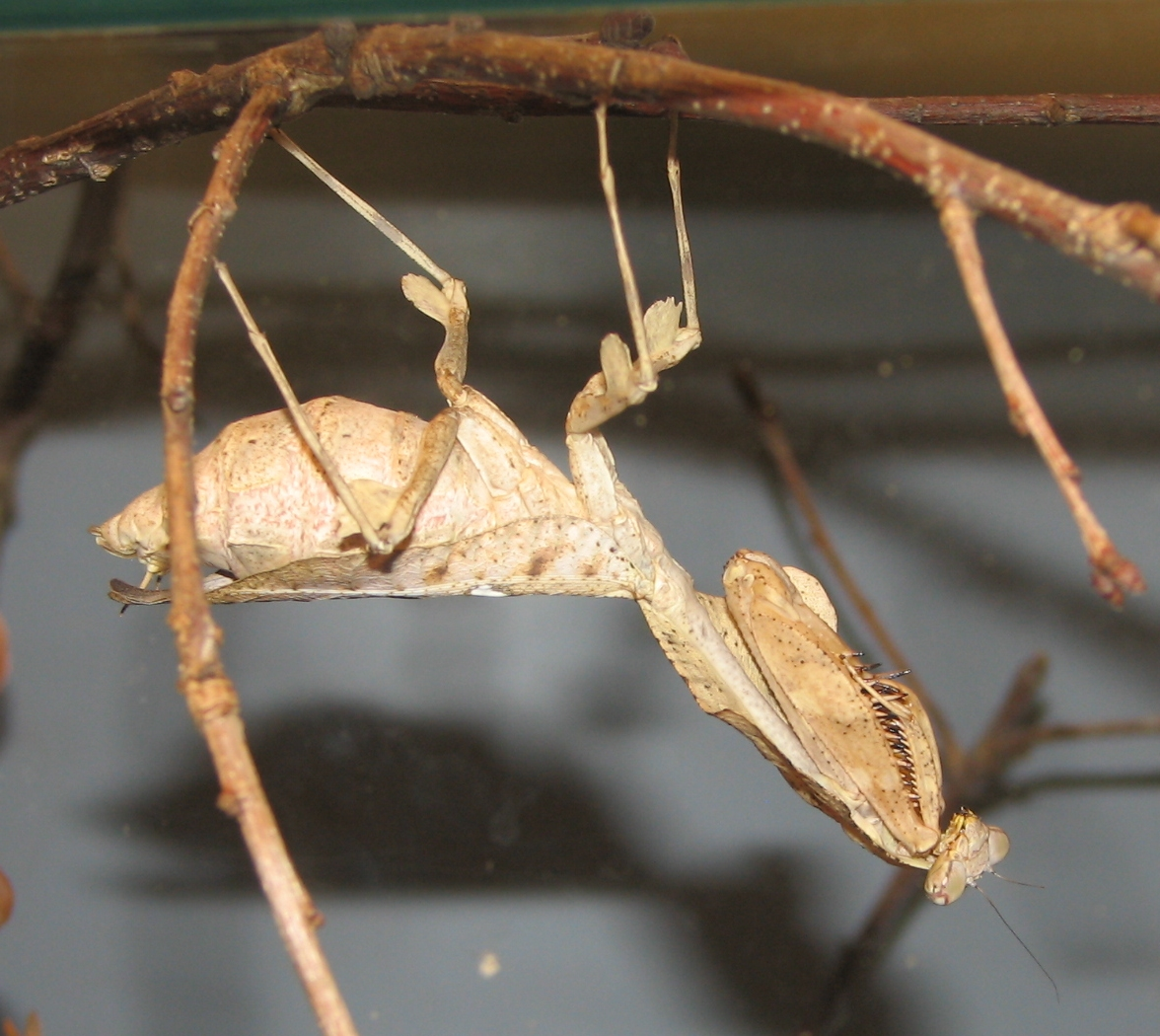
成熟したメス
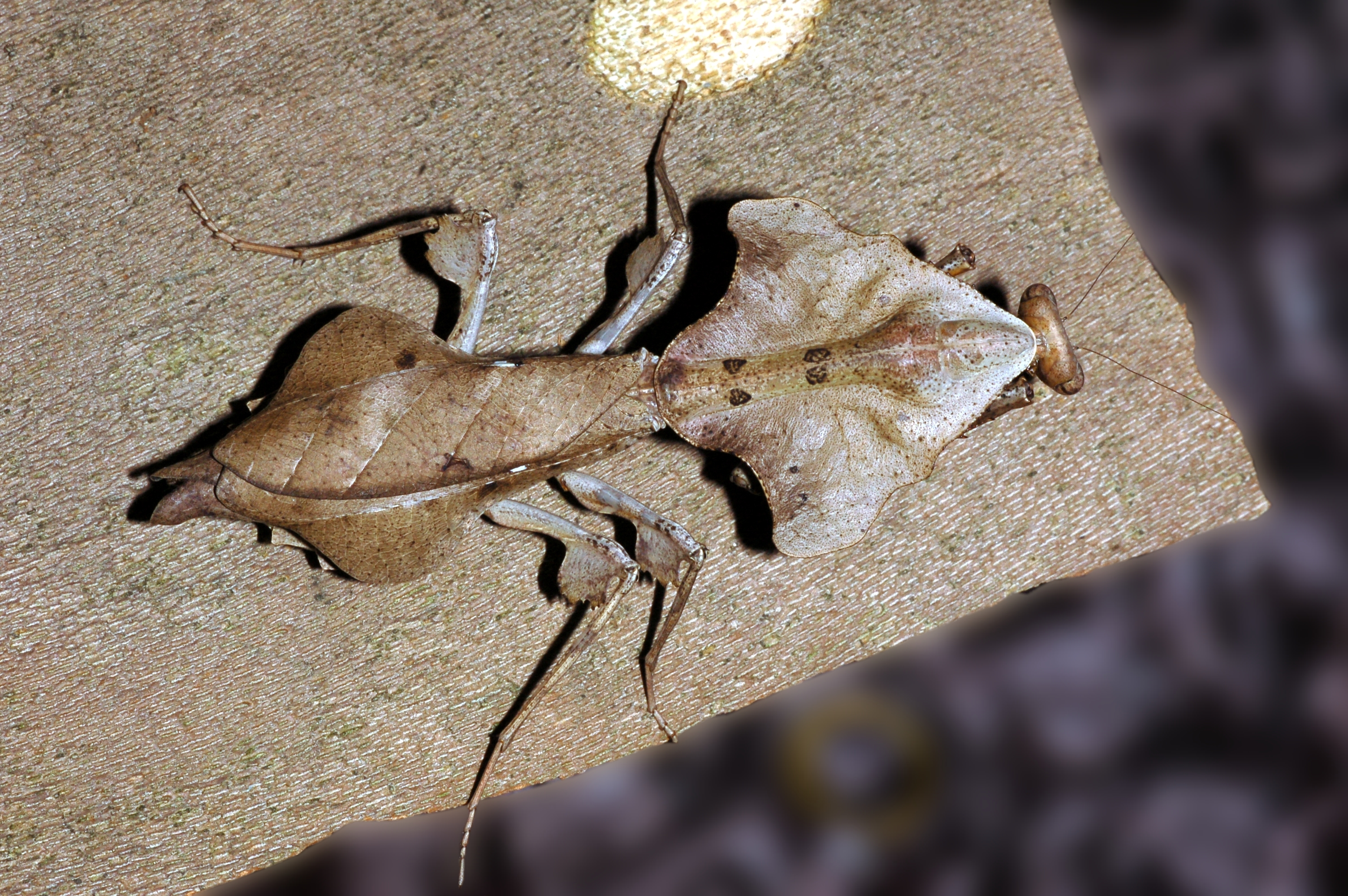
成熟したメス
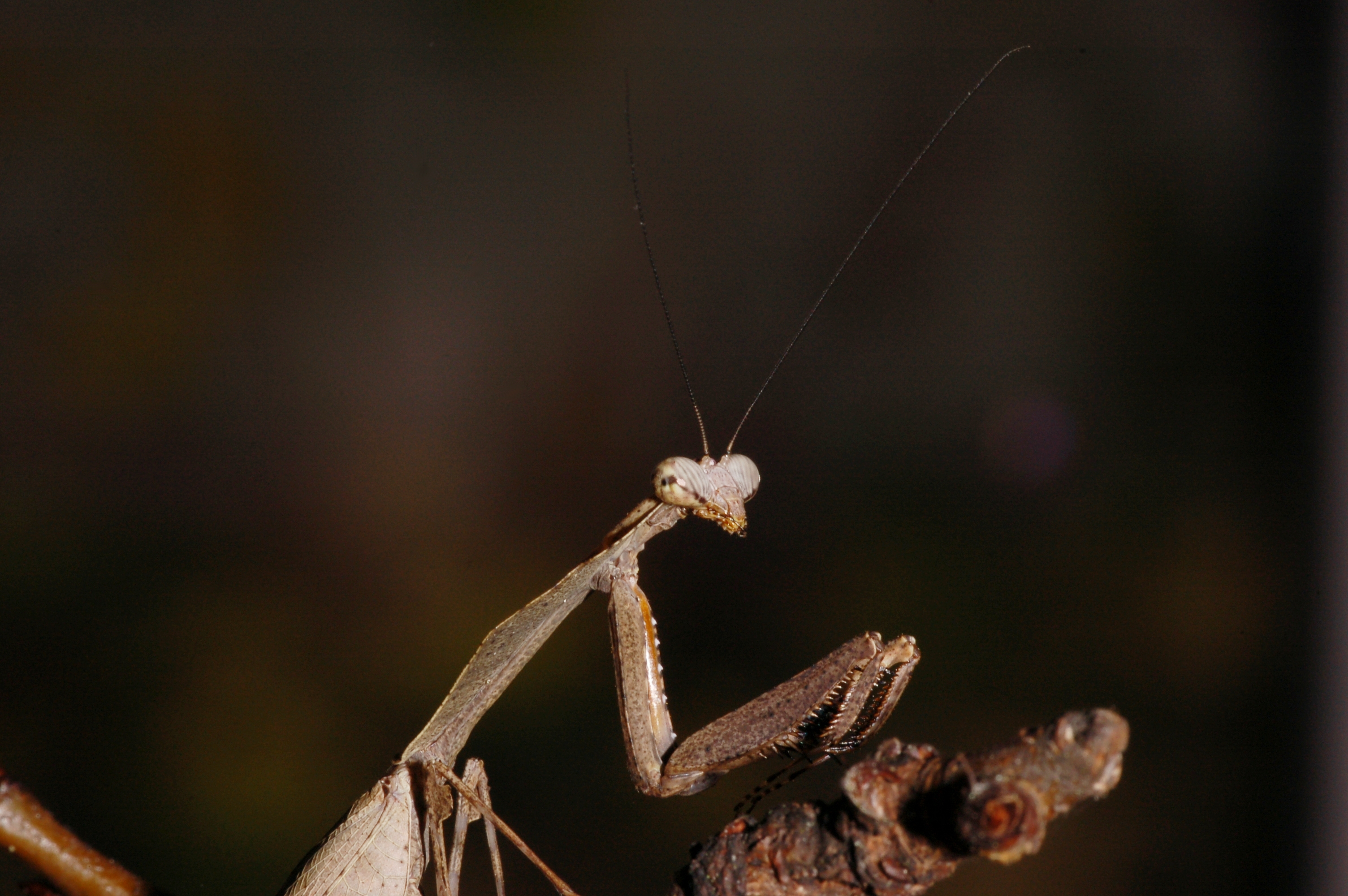
成熟したオス
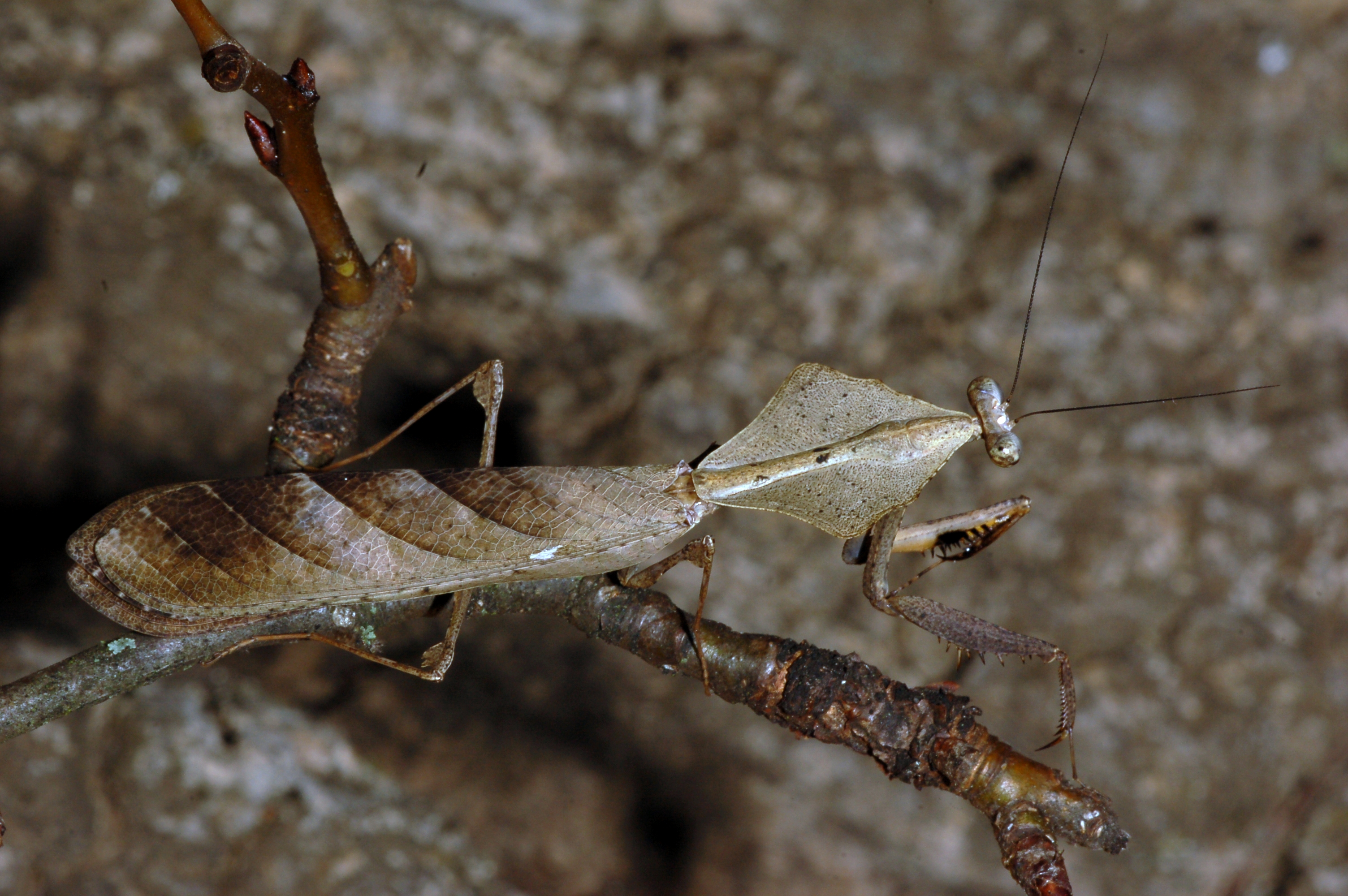
成熟したオス
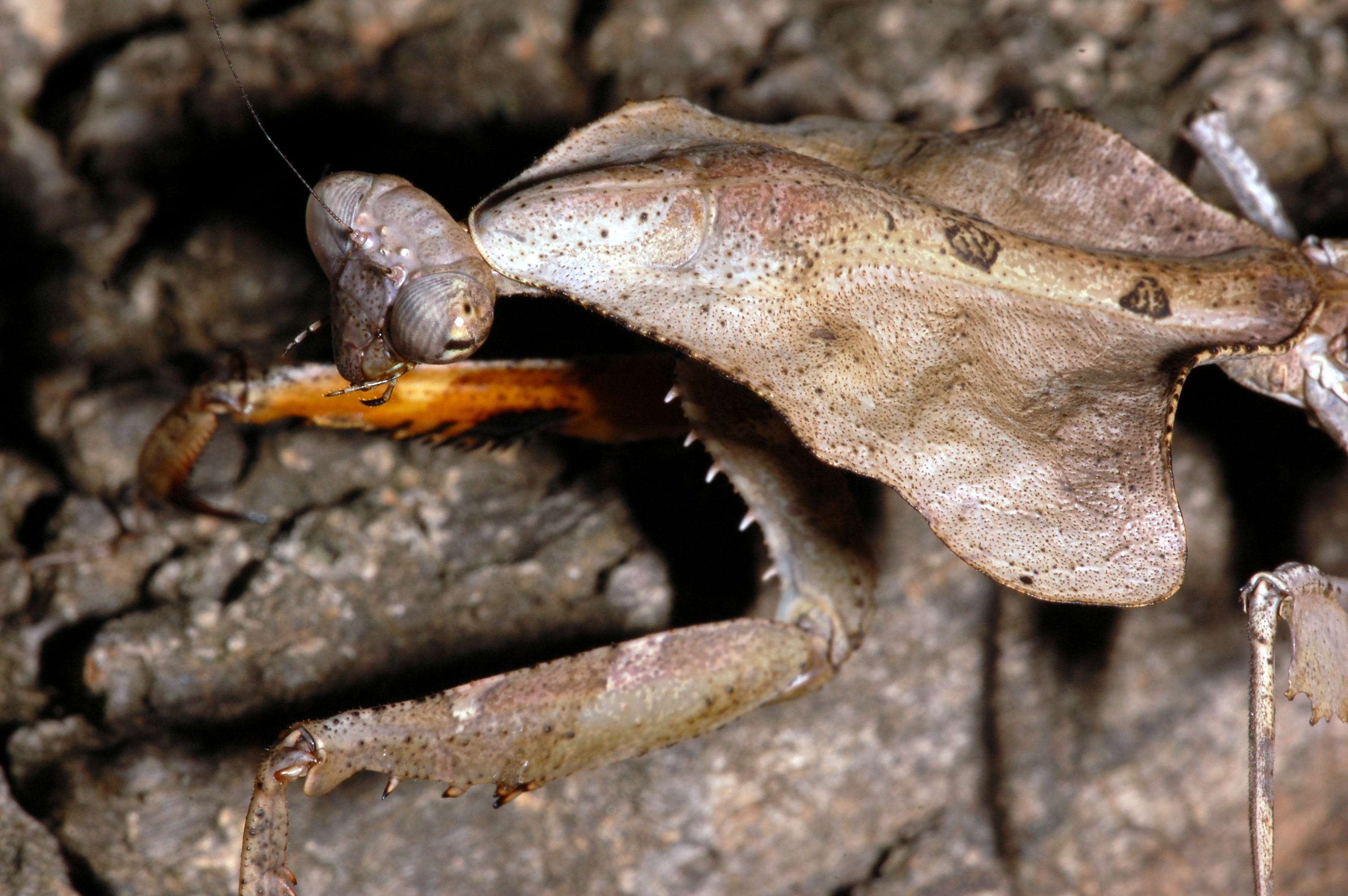
成熟したメス
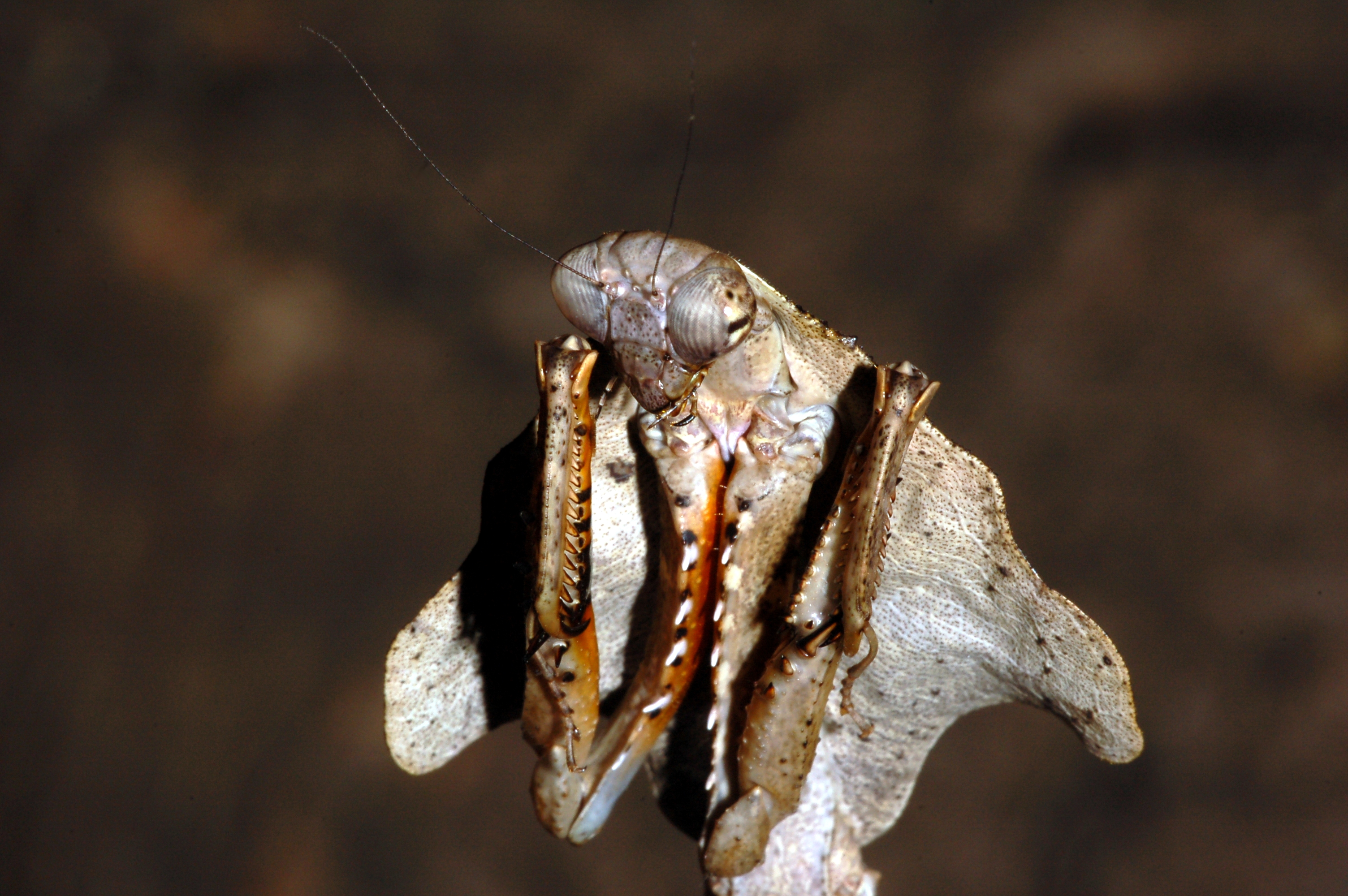
成熟したメス
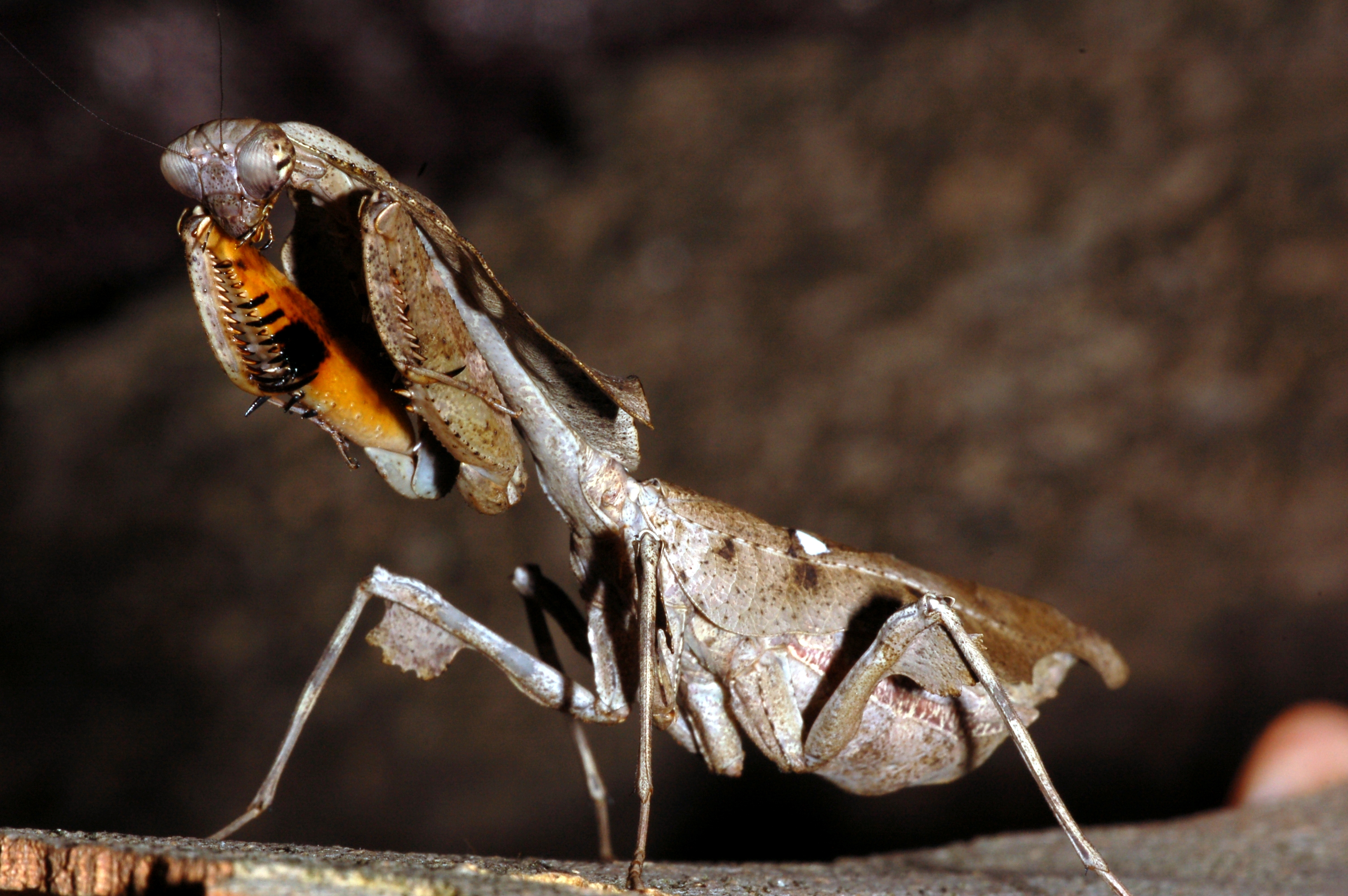
成熟したメス
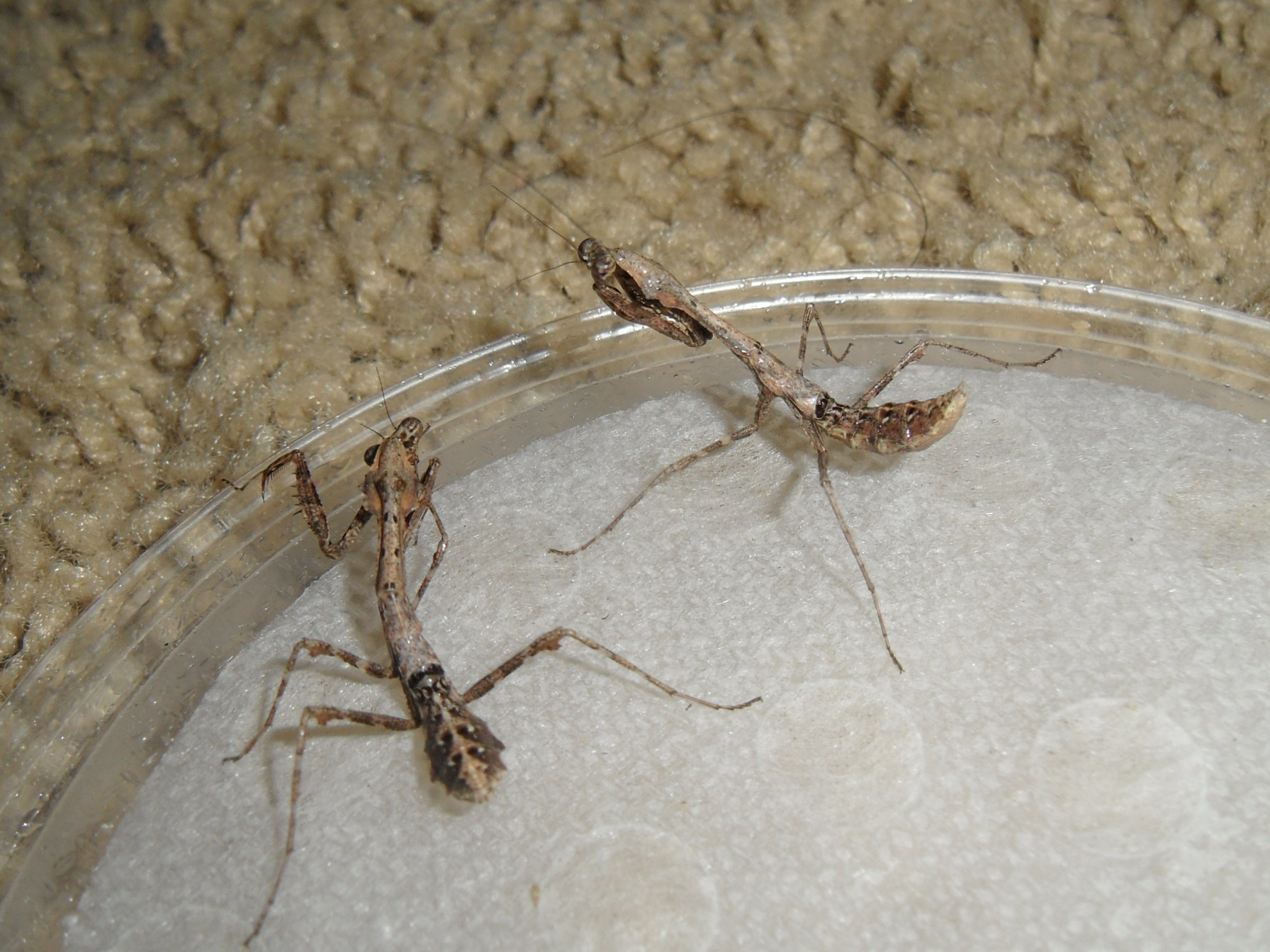
4齢幼虫（メス左、オス右）
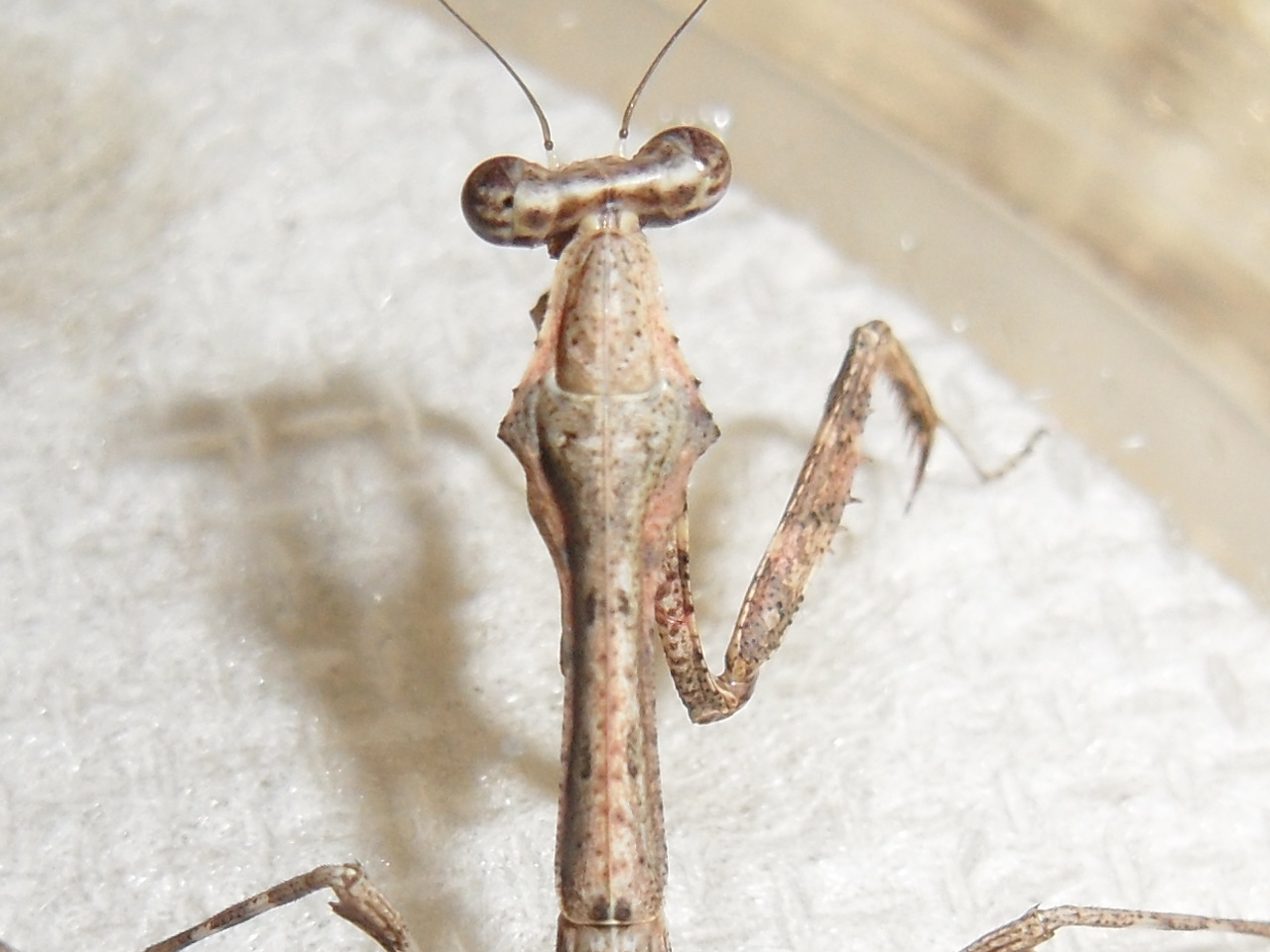
4齢幼虫オスのCarapace
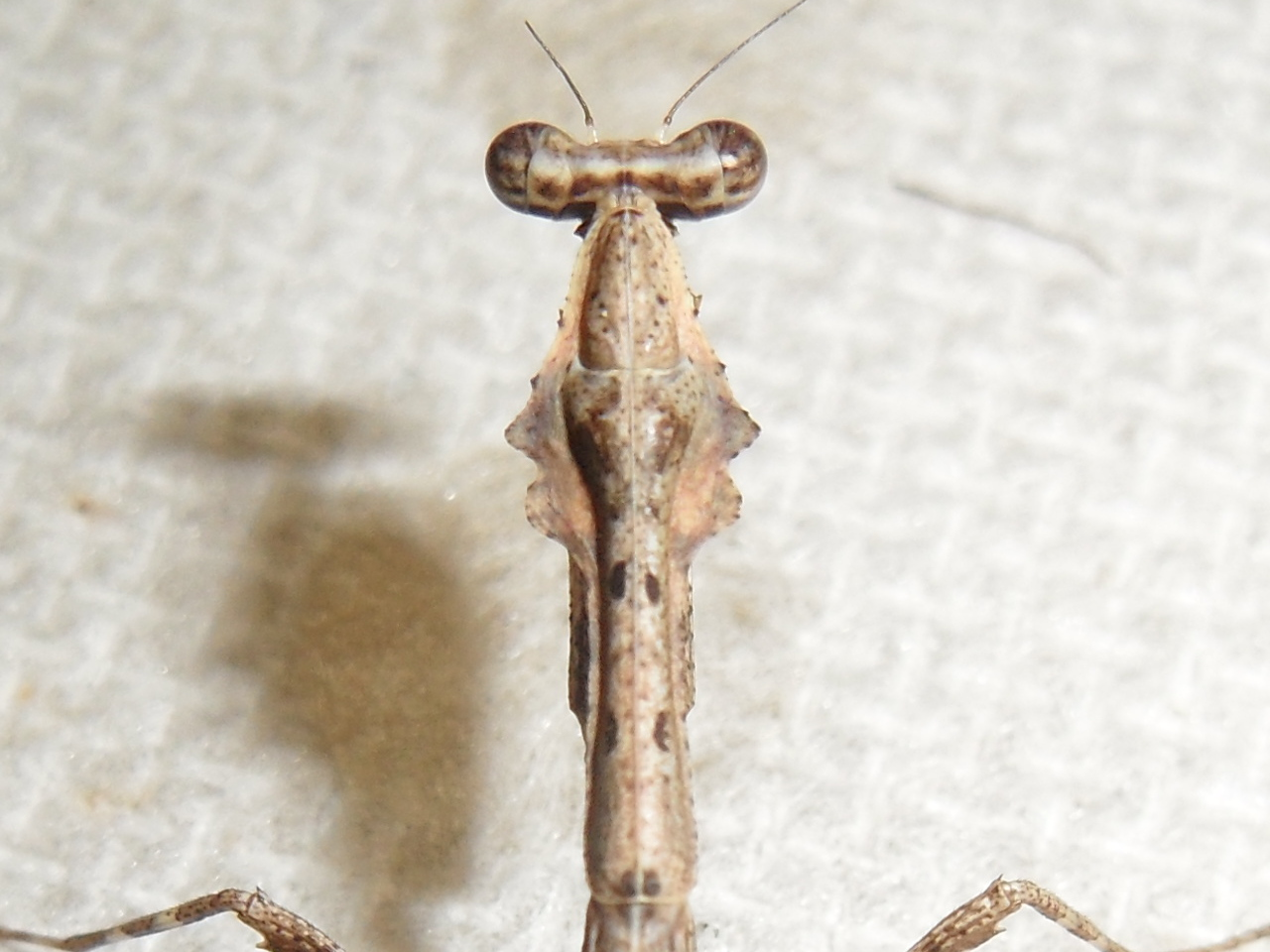
4齢幼虫メスのCarapace
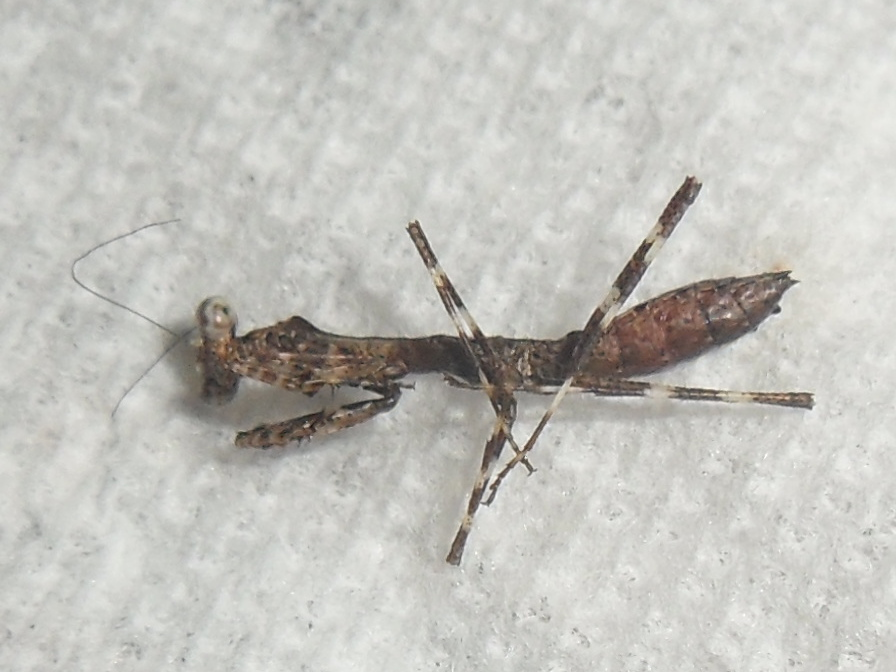
1齢幼虫（死虫）
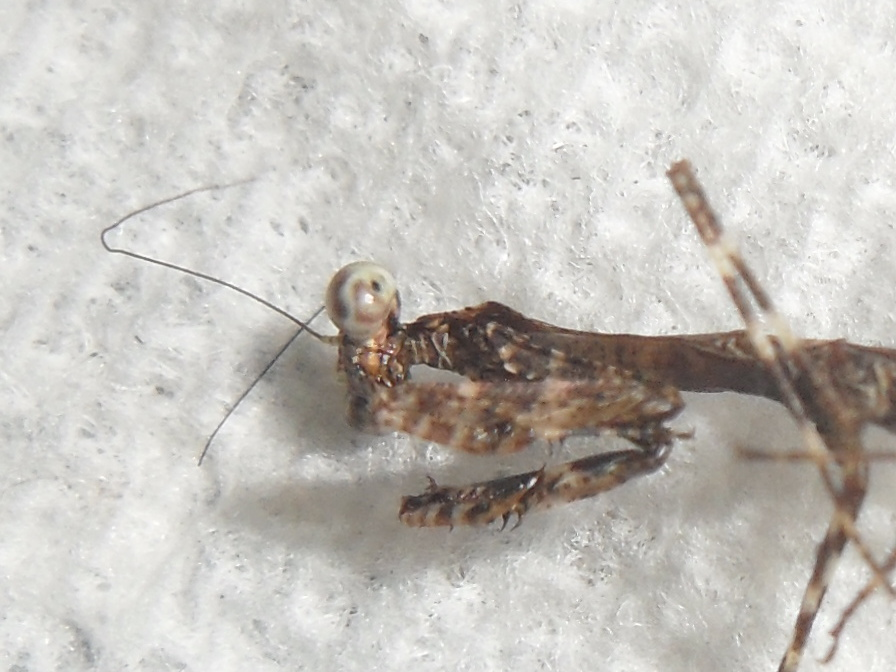
1齢幼虫（死虫）
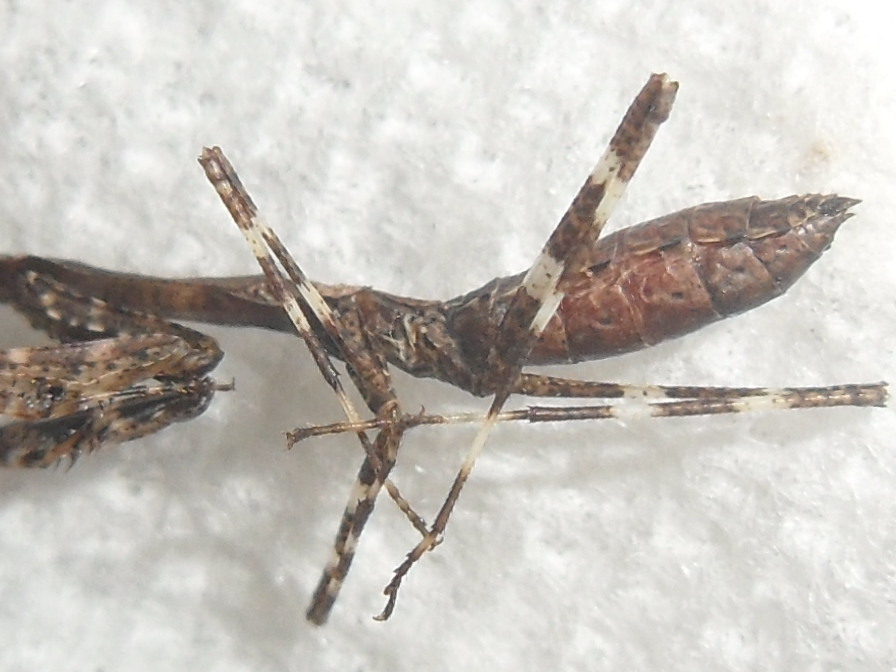
1齢幼虫（死虫）